# Реймс-Шампань (футбольний клуб)
«Реймс-Шампань» (фр. Équipe fédérale Reims-Champagne) — французький футбольний клуб, створений режимом Віші під час Другої світової війни . Метою команди була участь в чемпіонаті країни з футболу у воєнний час. Склад клубу формувався з професійних футболістів команд, які базувались на землі Реймс-Шампань, але в основному гравцями команди «Реймс».

## Історія
«Реймс-Шампань» заснований у 1943 році з метою участі в чемпіонаті країни під час військових дій. Клуб формувався в основному з гравців команди «Реймс», яких військовий режим на час позбавив професіонального статусу. У чемпіонаті клуб зайняв 7 місце. У Кубку Франції команді вдалося дійти до фіналу, в якому її розгромили південні сусіди «Нансі-Лор'ян» з рахунком 4:0. У 1944 році військові дії стихли, і команда була розформована. Усі гравці повернулися у свої професіональні клуби.

## Досягнення
Кубок Франції
- Фіналіст: 1944

Чемпіонат Франції
- 7-е місце: 1943/44

## Відомі гравці
- Альбер Батте
- Ігнас Ковальчик
- Робер Жонке